# Кармазин Микола Панасович
Кармазин Микола Панасович (23 Лютого 1938-2017 рр.) - самодіяльний художник, флорист, краєзнавець, громадський діяч.
Кармазин Микола Панасович народився 23 лютого 1938р. у с.Пришиб Шишацький район Полтавської обл.
Навчався у Пришибській середній школі, у 1954 році разом із сім'єю Микола переїжджає до с.Григорівщина Шишацького району та продовжує навчання у Шишацькій середній школі.
Кармазин М.П. закінчив Московський заочний народний університет мистецтв, відділення малюнку і живопису. Микола Панасович постійно удосконалював свою майстерність на курсах і семінарах при обласному науково-методичному центрі народної творчості та кінематографії управління культури Полтавської облдержадміністрації.
Протягом усього життя Микола Панасович працював художником-оформлювачем та вів активну багатогранну творчу діяльність. Найбільш виразними у Кармазина М.П. були живописні роботи, кожен твір наповнений лірикою пейзажу, особливою манерою виконання. У творчості Миколи Панасовича переплелися життя, природа, історія гоголівського краю.
Микола Панасович виконав цілий ряд робіт у жанрі флористики, серед яких унікальним є портрет М.В.Гоголя виконаний у стилі флористки - мозаїки з листя рослин, який тривалий час радував відвідувачів художніх салонів Полтави, а зараз зберігається Шишацькому краєзнавчому музеї. Слід відмітити, що Микола Панасович, був у числі перших хто почав розвивати даний мистецький напрямок в Україні. А будучи уже на заслуженому відпочинку, Микола Панасович розвивав, ще один цікавий мистецький напрям - мозаїка картин із пластику. 
Ще одним цікавим напрямом творчої діяльності митця є скульптури із коріння дерев, де Микола Панасович реалізує свою глибоку творчу уяву.
За кресленнями Кармазина М.П. створено скульптуру "Журавель", який сьогодні став візитною карточкою Шишацького району. 
Свої роботи Кармазин М.П. презентував на численних виставках народних митців, всеукраїнських вернісажах. Микола Панасович багаторазово  представляв Полтавщину на Національному Сорочинському ярмарку, вернісаж до дня народження Т.Г.Шевченка, Ф.К. Кушнерика, всесоюзних фестивалях самодіяльної художньої творчості тощо. 
Сьогодні роботами Кармазина М.П. можна помилуватися у Шишацькому краєзнавчому музеї, де розміщені картини "Псел", "Шишаки з висоти пташиного польоту", "Зима", "Ранок", портрети Т.Г. Шевченка, П.Г. Дятлова, роботи у жанрі флористики, скульптури з коріння дерев та інші. Численні роботи художника Кармазина М.П. зберігаються у приватних колекціях не лише земляків митця, а й відомих людей України, серед яких картини "Туман на озері", "Тиша", "Портрет сім"ї", "Збирають урожай" та інші.
Багато часу Кармазин М.П. приділяв громадській діяльності, саме його руками повністю оформлений відділ природи, етнографії, зал Другої світової війни у краєзнавчому музеї в Шишаках. Микола Панасович був активним дописувачем місцевих видань, протягом 15 років був завідувач будинком культури, неодноразово обирався депутатом Шишацької сільської ради тощо. 
Активна творча та громадська діяльність не залишилася не поміченою, Микола Панасович, неодноразово був нагороджений подяками та почесними грамотами, як митець, краєзнавець та громадський діяч.
За своє життя Кармазин М.П. подарував Полтавщині неповторні творчі роботи сповнені любов'ю до рідного краю, він намагався зберегти народні традиції, в цьому вбачав своє покликання як самодіяльного художника. "Бо традиції - то скарб", - говорив Микола Панасович.